# César Brush
César Brush (nació 4 de abril de 1930) es un exfutbolista peruano que se desempeñaba como defensa central. Es uno de los primeros ídolos del Deportivo Municipal. estuvo 13 años consecutivos con el conjunto edil, entre 1947 y 1959. Tras su retiro fue entrenador de Sport Boys, entre otros clubes.

## Clubes

### Como jugador
| Club                        | País      | Año         |
| --------------------------- | --------- | ----------- |
| Deportivo Municipal         | Perú      | 1947 - 1959 |
| Gimnasia y Esgrima La Plata | Argentina | 1960        |

### Como director técnico
| Club           | País | Año         |
| -------------- | ---- | ----------- |
| KDT Nacional   | Perú | 1964 - 1965 |
| Sport Boys     | Perú | 1967        |
| Mariscal Sucre | Perú | 1968        |

## Palmarés
| Equipo              | País | Título           | Año  |
| ------------------- | ---- | ---------------- | ---- |
| Deportivo Municipal | Perú | Primera División | 1950 |